# Pilersuisoq

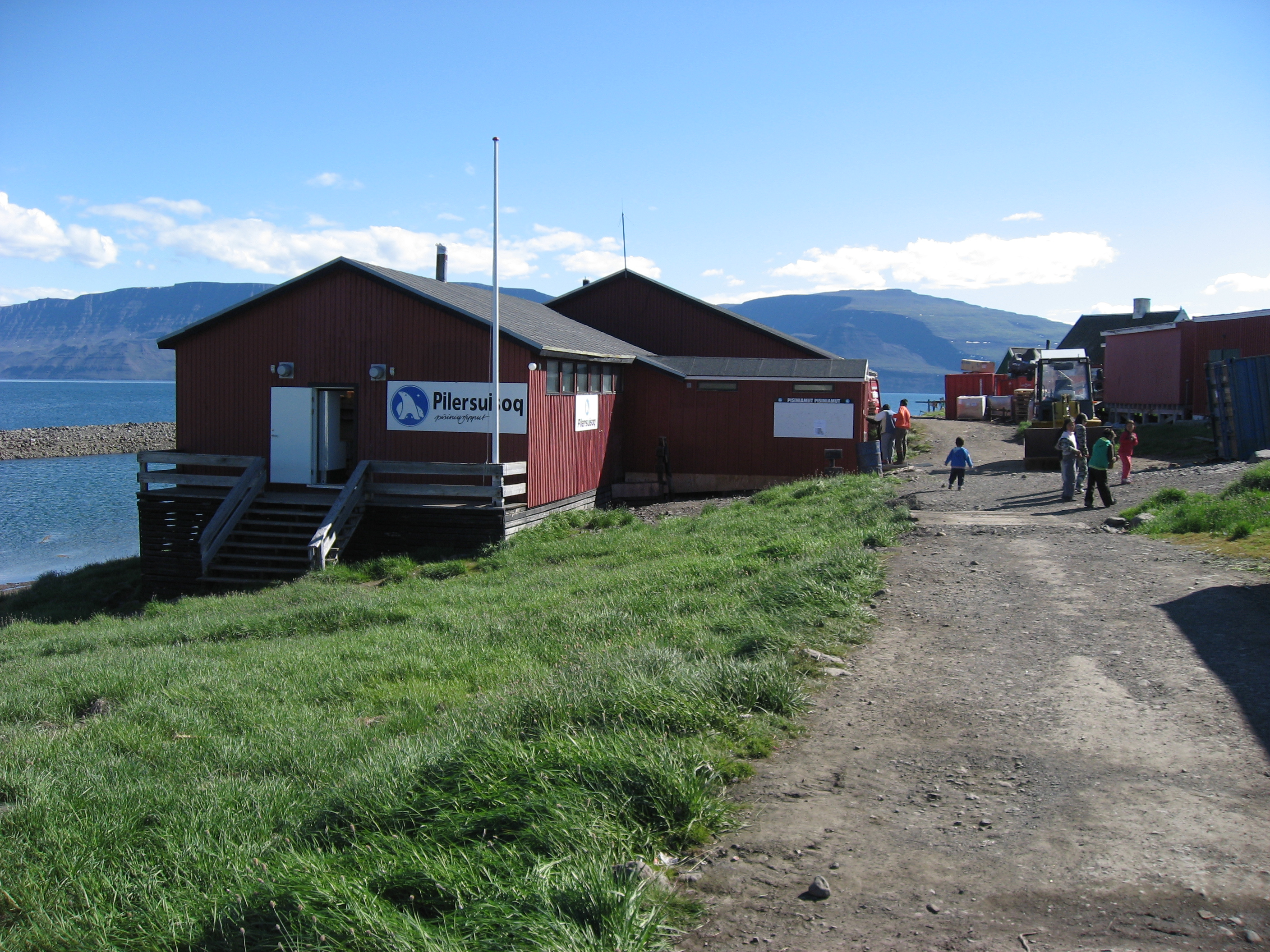

Pilersuisoq est une enseigne groenlandaise de supermarché, dont le siège est basé à Sisimiut. C'est une filiale du groupe KNI. L'enseigne opère 68 magasins à travers le pays.